# Antimanoa
Antimanoa es un género de hongos en el filo de Ascomycota. Su clase, orden y familia están marcados como incertae sedis, que quiere decir que no se ha clasificado en las categorías anteriores. Antimanoa tiene una única especie llamada Antimanoa grisleae.